# سيف سلي المقبض

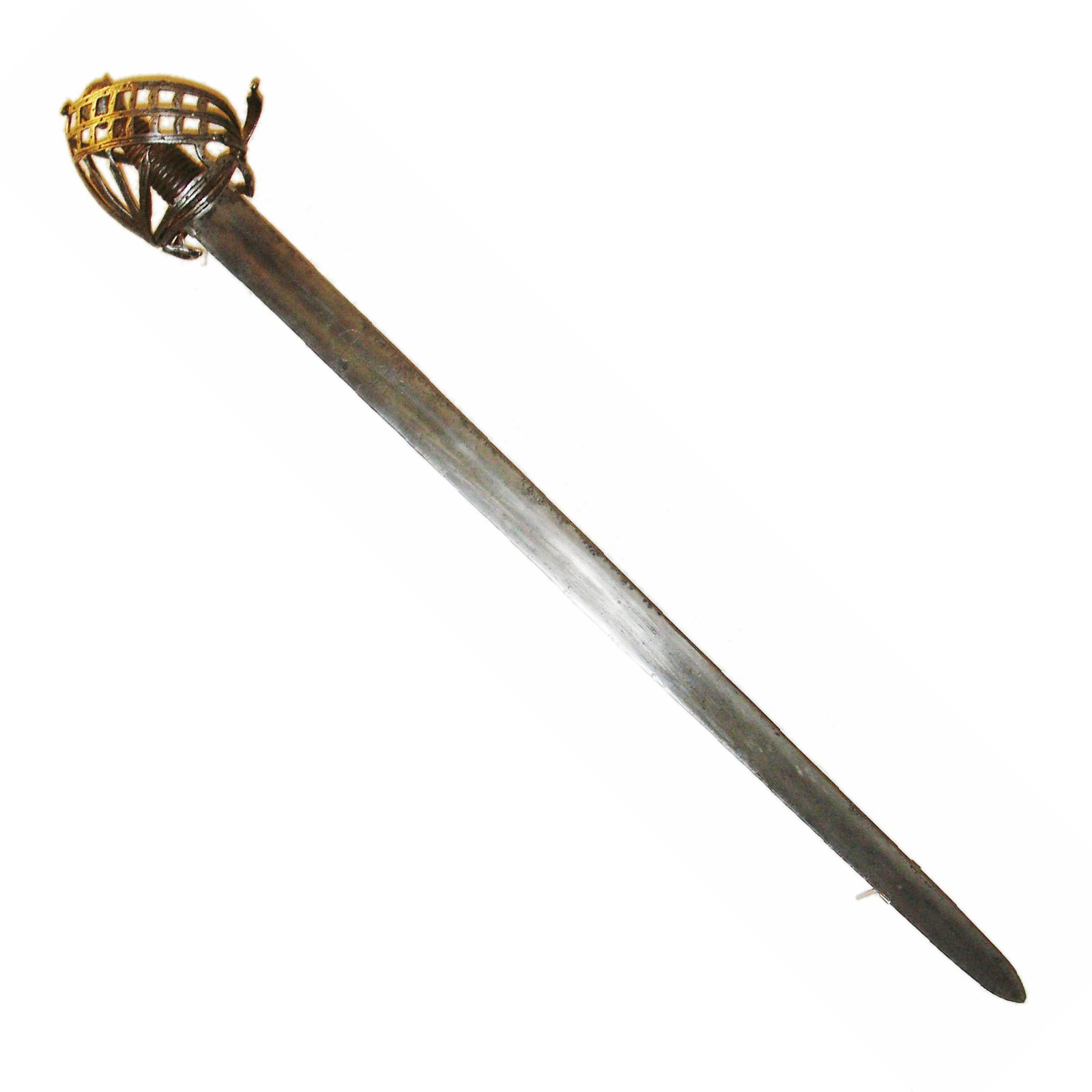

السيف سَلّيّ المقبض هو نوع من سيوف العصر الحديث المبكر ويتميز بواقية على شكل سلة تحمي اليد. المقبض السَلّيّ عبارة عن تطوير للريشات المضافة للواقيات المتقاطعة للسيوف منذ أواخر العصور الوسطى. في العصر الحديث، يُسمى هذا النوع من السيوف أحياناً بالسيف العريض.